# Ryan Davenport
Ryan Davenport (ur. w 1965 roku) – kanadyjski skeletonista, trzykrotny medalista mistrzostw świata oraz zdobywca Pucharu Świata.

## Kariera
Pierwszy sukces w karierze osiągnął w 1995 roku, kiedy zdobył brązowy medal na mistrzostwach świata w Lillehammer. W zawodach tych wyprzedzili go jedynie Szwajcar Jürg Wenger oraz Austriak Christian Auer. Został tym samym pierwszym Kanadyjczykiem w historii, który wywalczył medal mistrzostw świata w tym sporcie. Na rozgrywanych rok później mistrzostwach świata w Calgary był najlepszy, wyprzedzając Austriaków: Franza Planggera i Christiana Auera. Wynik ten powtórzył podczas mistrzostw świata w Lake Placid w 1997 roku; pozostałe miejsca na podium zajęli reprezentanci USA: Jimmy Shea i Chris Soule. Dzięki temu został pierwszym w historii skeletonistą, który rok po roku zdobywał złoty medal na mistrzostwach świata.
Ponadto w sezonie 1995/1996 zwyciężył w klasyfikacji generalnej Pucharu Świata, a w sezonach 1996/1997 i 1998/1999 był drugi. Nigdy nie wystąpił na igrzyskach olimpijskich.
Po zakończeniu kariery został trenerem. Założył także firmę produkującą sanki sportowe.